# Megacyllene tafivallensis
Megacyllene tafivallensis is een keversoort uit de familie van de boktorren (Cerambycidae). De wetenschappelijke naam van de soort werd voor het eerst geldig gepubliceerd in 1998 door Di Iorio.